# Xylota frontalis
Xylota frontalis är en tvåvingeart som först beskrevs av Tokuichi Shiraki och Edashige 1953.  Xylota frontalis ingår i släktet vedblomflugor, och familjen blomflugor. Inga underarter finns listade i Catalogue of Life.